# Liverton
Liverton är en by i civil parish Loftus, i distriktet Redcar and Cleveland, i grevskapet North Yorkshire, i England. Byn är belägen 19 km från Whitby. Civil parish hade 1 109 invånare år 1951. Byn nämndes i Domedagsboken (Domesday Book) år 1086, och kallades då Livretun.